# 海名居
22°12′40″N 113°33′30″E / 22.2112319°N 113.5582796°E
海名居(葡文: La Baie Du Noble),是一座位於澳門北區的高尚住宅，位於東北大馬路，發展商為澳門保利達集團。海名居於2000年動工，2005年建成，住宅共由五個樓宇建成，每座樓宇共36層，800多個單位。海名居是澳門最高尚的私人住宅之一，內設多項設施及住客會所。

## 地理位置
東邊為東北大馬路，南邊為黑沙環中街。附近有東方明珠、黑沙環服務站，以及廣福安、廣福祥、寰宇天下、保利達等住宅群。接近珠海、高層景觀為珠海市及伶仃洋。海名居一帶配套頗佳，公交車站多，近友誼大橋、港澳碼頭和港珠澳大橋落點---東方明珠，休憩設施充足：黑沙環公園、籃球場等。
附近車站：東北大馬路/保利達站、勞動節大馬路站、馬場東大馬路站。

## 紛爭
海明居的管理公司，新達新物業管理公司，於2008年12月大幅調高海名居管理費23%，有一些激進業主不滿自組關注小組表達訴求。後來新達新物業管理公司解釋作出管理費的調高是因為公司要提供高品質服務而希望業主有部份承擔

## 引用資料
1. ↑   （页面存档备份，存于）　美聯物業
2. ↑  　華僑報報導1
3. ↑  　華僑報報導2